# Tomás Herrera
Tomás José Ramón del Carmen de Herrera y Pérez Dávila (Panamá, 21 de diciembre de 1804-Bogotá, 5 de diciembre de 1854) fue un militar y político neogranadino, presidente de la República de la Nueva Granada y jefe de Estado del Estado Libre del Istmo durante 1840 y 1841.

## Inicios
En 1821, entró en el servicio militar, en 1822 fue teniente de infantería en la campaña del Sur y participó en Perú en las Batalla de Junín y Batalla de Ayacucho contra los realistas. En 1828 fue acusado de conspiración, y encarcelado en Bogotá. Tomás Herrera se fugó, pero fue capturado de nuevo y condenado a muerte, pero se le conmutó la pena por la de destierro por su hoja de servicios militares. Cumplida la pena, regresó a Panamá en 1830 y participó en la lucha contra el coronel venezolano Juan Eligio Alzuru. Cuando Alzuru fue fusilado, Tomás Herrera fue nombrado coronel graduado y comandante general del Istmo de Panamá. Peleó en el Cauca en la revolución de 1840 pero el Istmo no quería entrar en ese conflicto, entonces, se creó una junta popular reunida en Panamá el 18 de noviembre de 1840, para la separación de Panamá de la República de la Nueva Granada, bajo el nombre de Estado Libre del Istmo. La nación duró 13 meses, porque después de meses de negociación el gobierno de Bogotá logra convencer al coronel Herrera de reintegrar al istmo bajo el acuerdo de no emprender castigo contra los secesionistas istmeños. Haciendo caso omiso a lo acordado, una vez reintegrado el istmo, el coronel Herrera fue desterrado y borrado del escalafón militar. Durante su corto gobierno, la situación del Istmo mejoró; se iniciaron las relaciones exteriores con Costa Rica (país que había reconocido a Panamá como una nación independiente a cambio de que le cediera la región de Bocas del Toro), se organizó la economía, se crearon instituciones públicas, mejoraron las condiciones de salud y educación.

## Regreso
En 1845, Tomás Herrera regresó a la vida política nacional como gobernador de Panamá y más tarde ministro de Guerra y Marina del gobierno de José Hilario López. En 1850, fue nombrado gobernador de la provincia de Cartagena y ese mismo año recibió el grado de general. En 1851 estalló una revolución de provincias conservadoras en contra del gobierno del presidente José Hilario López, ante lo cual el gobierno designó comandantes militares para sofocar la sublevación, correspondiéndole a Herrera enfrentar al gobernador de Antioquia, coronel Eusebio Borrero, quien resultó derrotado y terminó con elevar el nombre del general Herrera como genio militar.

## Ascenso al poder
Tomás Herrera fue elegido designado a la presidencia de Colombia en 1854 cuando era miembro del Congreso Nacional. Al ser derrocado el presidente José María Obando el 17 de abril de ese año, el vicepresidente José de Obaldía se reunió con Herrera y otros personajes en la Legación de Estados Unidos para tratar de asumir el poder, ofreciéndole a Herrera la secretaría de guerra, nominación que el general rehusó por detentar su calidad de congresista. Días después logró Herrera burlar la custodia militar que el dictador Melo estableció a las salidas de Bogotá y salió con rumbo al norte del país. El 21 de abril llegó a Chocontá, en donde se declaró en ejercicio del poder ejecutivo como consecuencia de la manifestación que por escrito le hizo Obaldía de no haber logrado las condiciones para ejercer el gobierno.

## Tareas de gobierno

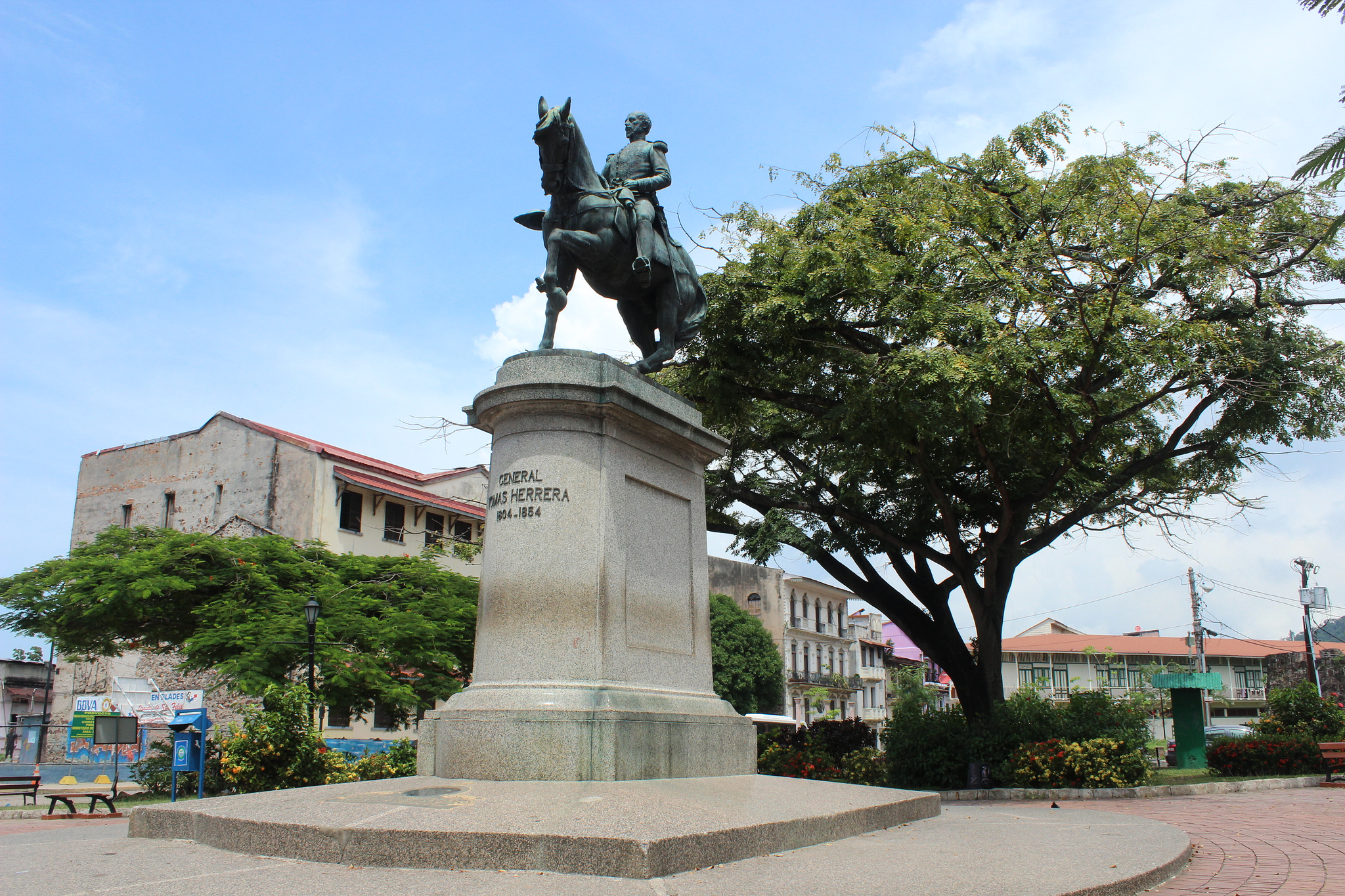
Estatua ecuestre de Tomás Herrera en la Plaza Herrera, en la Ciudad de Panamá.

Herrera designó al coronel Anselmo Pineda como secretario de gobierno encargado accidentalmente de las carteras de hacienda, guerra y relaciones exteriores. Herrera siguió su marcha y entró el 23 de abril a Tunja gracias a que el coronel Reyes Patria venció a la guardia nacional apostada en la ciudad, y allí nombró al general Manuel María Franco como comandante del ejército y a Reyes Patria comandante de las provincias de Tunja y Tundama.
Franco logró conformar un ejército de 2.557 hombres, del cual fue segundo comandante el general Marcelo Buitrago y jefe de Estado Mayor el coronel José María Rojas Pinzón. Herrera salió con su ejército de Tunja a Nemocón, población a la que llegó el 19 de mayo, y en la que debía tomar una de dos decisiones: atacar la columna del coronel Manuel Jiménez apostada en Zipaquirá, o continuar la marcha hasta Honda para unirse a las fuerzas comandadas por el general Joaquín París.
Herrera tomó la decisión de atacar a Jiménez, dándose el 20 de mayo de 1854 la Batalla de Zipaquirá o desastre de Zipaquirá, en donde las fuerzas constitucionales fueron innecesariamente derrotadas. Al morir Franco, Herrera le entregó el comando del ejército al general Marcelo Buitrago, quien habiendo regresado al punto de partida de la batalla, procuró la salida de las tropas hacia Tunja, mientras que Herrera había tomado el rumbo contrario, para continuar con el plan original. Herrera llegó a Subachoque para llegar a Villeta por La Vega, mientras que el general París, enterado de lo sucedido en Zipaquirá, envió tropas en búsqueda de Herrera, quien al final alcanzó al municipio que pretendía, uniéndose a las tropas del senador Julio Arboleda Pombo.
Con el resplado del ejército de Arboleda, Herrera recompuso el gobierno designando a Ramón Matéus como secretario de guerra y relaciones exteriores, y a Pastor Ospina Rodríguez como secretario de lo interior y hacienda. Partió con un batallón para La Mesa por Bituima para unirse al general París pero no lo logró, teniendo que buscar alcanzar Ambalema por San Juan de Rioseco. En el puerto, nombró a Tomás Cipriano de Mosquera como comandante de Mompós, Panamá y la Costa y despachó instrucciones para que los gobernadores contrageran créditos de acuerdo a lo que Mosquera requiriera. Luego salió para El Guamo en donde se le unió el general López y el gobernador de Cauca, con quienes partió para Purificación, donde se rumoraba le tenían preparada una conspiración. Allí nombró al general López comandante del ejército del Sur y al general París al frente de una división para el Alto Magdalena. Luego pudo Herrera llegar a Ibagué e instalar el poder ejecutivo, en donde expidió verios decretos destacándose entre otros el que convocó a los congresistas a iniciar sesiones el 20 de julio en Bogotá y que en caso de no poder hacerlo debían reunirse en Ibagué, la suspensión del gobernador de Cartagena Juan José Nieto.
El 15 de julio, Herrera recompuso su gabinete, dejando a Pastor Ospina en el gobierno, a José María Plata Soto en Hacienda, Ramón Matéus en relaciones exteriores y Pedro Alcántara Herrán en Guerra. El 20 de julio se encontraban 23 congresistas en Ibagué, lo cual no permitió sesionar al Congreso por falta de cuórum, pero sí la expedición de un manifiesto de los diputados en favor del poder ejecutivo.

## Regreso a las filas y muerte

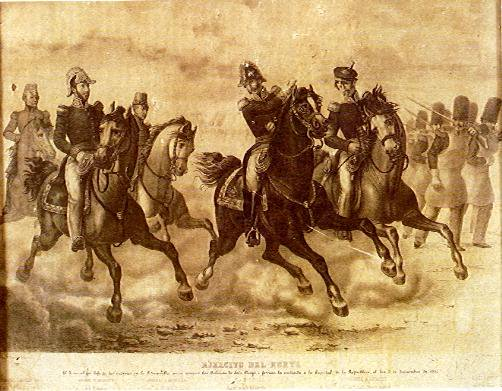
Tomás Cipriano de Mosquera (centro),Tomás Herrera, Agustín Codazzi y otros militares Neogranadinos durante la guerra civil de 1854

El 5 de agosto llegó el vicepresidente José de Obaldía a Ibagué luego de escaparse de la Legación Norteamericana y asumió el poder ejecutivo, designando a Herrera segundo comandante del ejército del Norte. El 28 de septiembre se hallaba en Piedecuesta al mando de su tropa cuando recibió la visita del general Mosquera, comandante en jefe de ese ejército. El 25 de septiembre logró Herrera cruzar el río Chicamocha en Sube. Con su batallón, llamado constante, se batió en la batalla de Petaquero en Concepción. El 2 de diciembre llegó a las goteras de Bogotá acompañado de la columna comandada por el general Camilo Mendoza, división que alcanzaba los 3.751 efectivos. El día 4, luego del ataque desplegado por el ejército sobre el costado sur de la ciudad de Bogotá, entró Herrera en acción al mando de los batallones 1.º y 6.º de línea, líbres y Tundama, resultando gravemente herido en la esquina de las carreras Pamplona y Bárbula, y falleciendo poco después de vencido Melo en esa toma de Bogotá.

## Legado
Pese a haber hecho la mayor parte de su carrera en la actual Colombia, se han construido varias estatuas en honor a Tomás Herrera en Panamá en reconocimiento de lo que hizo, también en el Casco Antiguo de Panamá existe una plaza llamada "Plaza Herrera". Esta plaza no existía en los tiempos coloniales de los españoles. En 1781 hubo un incendio que destruyó las edificaciones del barrio abriendo la zona para que diera la apariencia de una plaza. Originalmente fue llamada la Plaza del Triunfo y era utilizada para corridas de toros. En 1887 se convirtió en la Plaza Herrera y en 1928 se inauguró la estatua ecuestre dedicada al gran héroe de Ayacucho, Tomás Herrera. Esta estatua fue creada por el escultor francés Augusto Denis y fue traída de Francia. En su base hay un vidrio (el original fue robado en 2008) con tierra del campo de Ayacucho donde el prócer colombiano recibió el grado de capitán.
Actualmente existe una escuela militar en Panamá llamada "Instituto General Tomás Herrera", la cual recibe su nombre en honor a él.
La provincia de Herrera lleva su nombre en honor a él.[cita requerida]